# Slavianka (montaña)

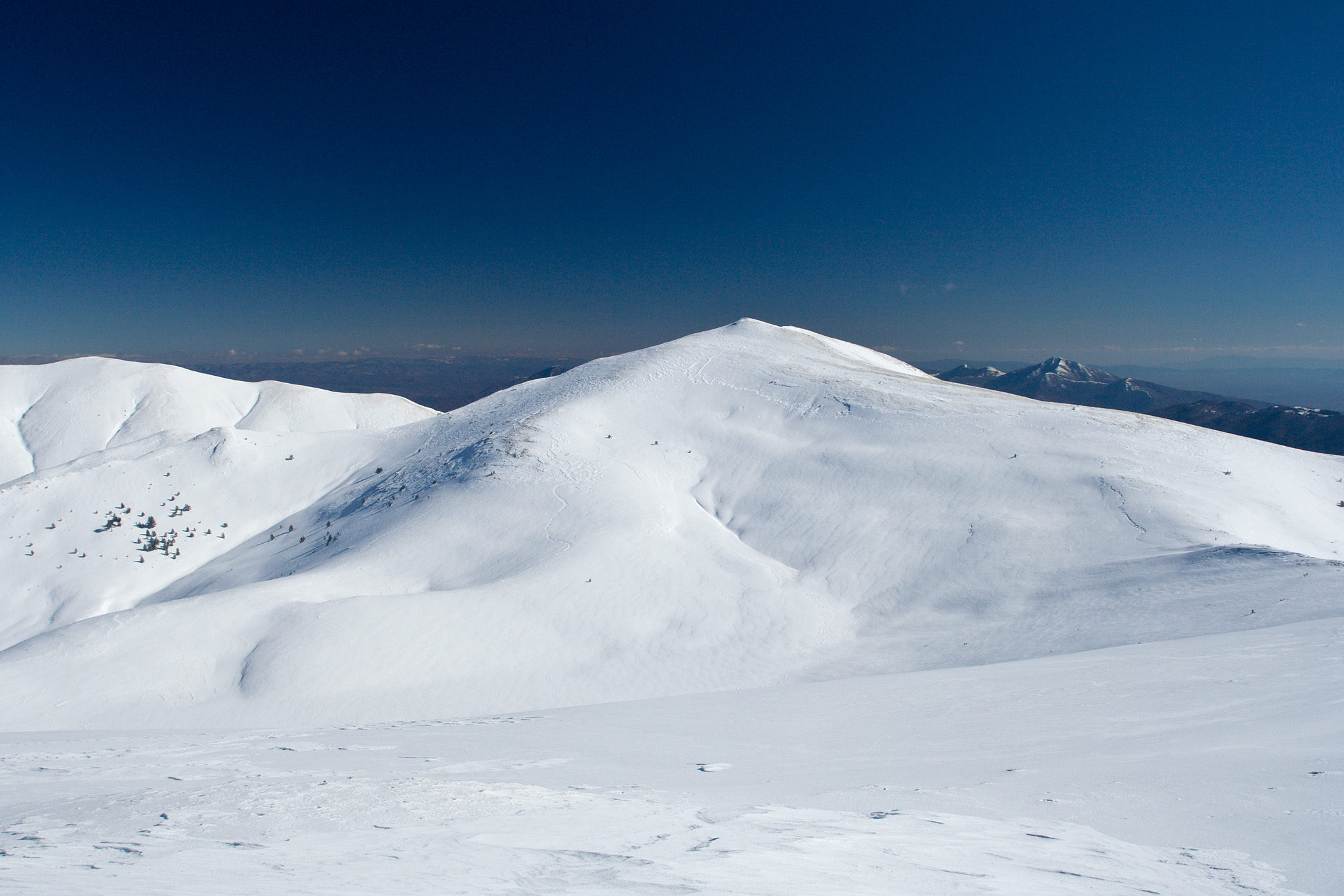
Gotsev Vrah (2.212 m).

Slavianka (en búlgaro: Славянка, «[mujer] eslava» u Órvilos (en griego: Όρβηλος), anteriormente conocida como Alibotush (en turco: Alibotuş) o Kitka (Китка) es una montaña situada en la frontera entre el suroeste de Bulgaria y la parte más septentrional de Grecia, ubicada al sur de los montes Pirin y conectado con ellos a través del collado Parilska. El pico más alto de este macizo es Gotsev Vrah con 2.212 m, mientras que otros picos destacados son Goliam Tsarev Vrah (2.186 m), Malak Tsarev Vrah (2.087 m), Shabran (2,196 m) y Saliuva Dzhamiya (2.027 m). La parte búlgara de la montaña forma parte de la reserva de Ali Botush.
El macizo tiene forma de cúpula y tiene crestas muy inclinadas. Slavyanka tiene un pronunciado carácter cárstico derivado de su geología caliza, y por ello hay hasta 30 cuevas que atraen a los espeleólogos. El clima tiene una considerable influencia mediterránea, con las mayores precipitaciones en otoño e invierno siendo el verano la estación más árida, y las temperaturas medias son más altas que el resto del país que queda a su misma altitud. La temperatura media anual en la parte inferior de la montaña es de casi 14°C y alrededor de 6 °C en su parte más alta.